# انتخابات شهرداری‌های تایوان (۲۰۱۸)

انتخابات محلی تایوان ۲۰۱۸ و توزیع آرا:
کومینتانگ
حزب پیشروی دموکرات
مینکوتانگ
مستقل

انتخابات شهرداری‌های تایوان (انگلیسی: 2018 Taiwanese municipal elections) برای هر دو نامزد شهردار و فرماندار در تاریخ ۲۴ نوامبر ۲۰۱۸به عنوان بخشی از انتخابات محلی تایوان (۲۰۱۸) برگزار شد

## انتخابات نامزدهای برگزیده شهرداری ۲۰۱۸
| تاریخ           | حزب/موج    | نامزدها و جزئیات |
| --------------- | ---------- | --- |
| ۲۰ اوت ۲۰۱۷     | KMT/abbrev | کومینتانگ بیستمین کنگره ملی کومینتانگ، در حمایت اصلی از انتخابات محلی تایوان (۲۰۱۸) آینده و برگزاری انتخابات شهرداری، دادن اولویت به مقام، نامزد نخست است. |
| ۲۴ سپتامبر ۲۰۱۷ | DPP/abbrev | حزب پیشروی دموکرات (DPP) کنگره ملی عمدتاً برای کسب حمایت از انتخابات محلی و شهرداری‌ها و اولویت دادن به نامزدهای انتخاباتی برگزار شد.                        |
| ۳۰ مه ۲۰۱۸      | DPP/۰۵     | سویا یائو (شهر تایپه) |
| ۱۳ ژوئن ۲۰۱۸    | KMT/۱۱     | یانگ ون کی (شهرستان هسینچو) |